# Krokodil
Krokodil (rus: "Крокодил", "cocodril") va ser una revista satírica publicada a la Unió Soviètica i fundada el 1922. En aquella època, a l'URSS s'hi publicaven un gran nombre de revistes satíriques, com Zanoza i Prozhektor. Després d'una campanya política, englobada en la Nova Política Econòmica, que buscava difamar la "sàtira burgesa", seguida de prohibicions de revistes considerades "alienes", vers l'any 1930 només "Krokodil" romania com a única revista satírica de tota la Unió Soviètica. La importància de la sàtira per al sistema Soviètic queda especialment clara comparant els destins de la publicació "oficialista" Krokodil i el tràgic destí del grup literari OBERIU i els escriptors que el componien, com Daniïl Kharms, Aleksandr Vvedenski, Nikolai Oleinikov, etc.
Krokodil va ser l'única publicació a la que se li permetia satiritzar figures polítiques i esdeveniments d'actualitat. La revista reflectia posicions ideològiques oficials en tots els aspectes de la vida política i social. Temes típics i segurs per satiritzar en l'era soviètica eren la manca d'iniciativa i imaginació promoguda per l'estil d'un buròcrata mitjà soviètic, i els problemes que produïen a la feina els treballadors soviètics quan bevien. A banda d'això Krokodil també satiritzava els esdeveniments claus de la política interna i internacional, des d'acusacions a Trotski i els trotskistes de ser "espies" i "enemics del poble" durant els anys 30 fins a atacs contra "el revengisme alemany Occidental","l'imperialisme americà" i dels seus "satèl·lits", el "colonialisme", etc. Fins al començament de la "reorganització" la sàtira de la revista es mantingué extremadament agressiva i de caràcter rancorós. Krokodil també i atacava diversos grups polítics, ètnics i religiosos que presumptament s'oposaven al sistema soviètic, mostrant col·laboracions antisemites
Entre els col·laboradors més notables de la publicació, hi trobem Vladímir Maiakovski, Borís Iefímov, Kukriniksi i Iuli Ganf.
Revistes similars existiren en altres repúbliques soviètiques, p. ex. Perets' (Перець, "pebre") en la República Socialista Soviètica d'Ucraïna, Vojik (Вожык,"eriçó") en la República Socialista Soviètica de Belarús, Muistum (Муштум, "puny") a Uzbekistan, Šluota ("Escombra") a l'RSS Lituana, i Txalkan (Чалкан, "ortiga") al Kirguizstan; però també a altres estats del bloc soviètic, p. ex. Стършел ("Vespa") a Bulgària, Eulenspiegel a Alemanya Oriental (Urzică,"l'ortiga") a Romania i Dikobraz ("porc-espí") a Txecoslovàquia. També inspirà la xinesa Manhua.
Entre les composicions vocals de Dmitri Xostakóvitx, qui és conegut pel seu caràcter satíric, hi ha 5 Romanços sobre texts de Krokodil Magazine (1965), què és una sàtira de la revista satírica.

## Segona etapa
Després del col·lapse de la Unió Soviètica, la revista desapareix. L'any 2005 és recuperada, com a revista setmanal publicada a Moscou amb Serguei Mostovsxikov com a editor en cap. La nova revista es publica, deliberadament en paper a l'estil soviètic, més gruixut.